# Chandler Riggs
Chandler Riggs (Atlanta, Georgia; 27 de junio de 1999) es un actor estadounidense, conocido por su papel de Carl Grimes The Walking Dead (2010–2018).

## Primeros años
Riggs nació en Atlanta, Georgia, hijo de Gina Ann-Riggs y William Riggs, tiene un hermano menor, Grayson. Estudió baile durante varios años con el finalista de So You Think You Can Dance, Zack Everhart.

## Carrera

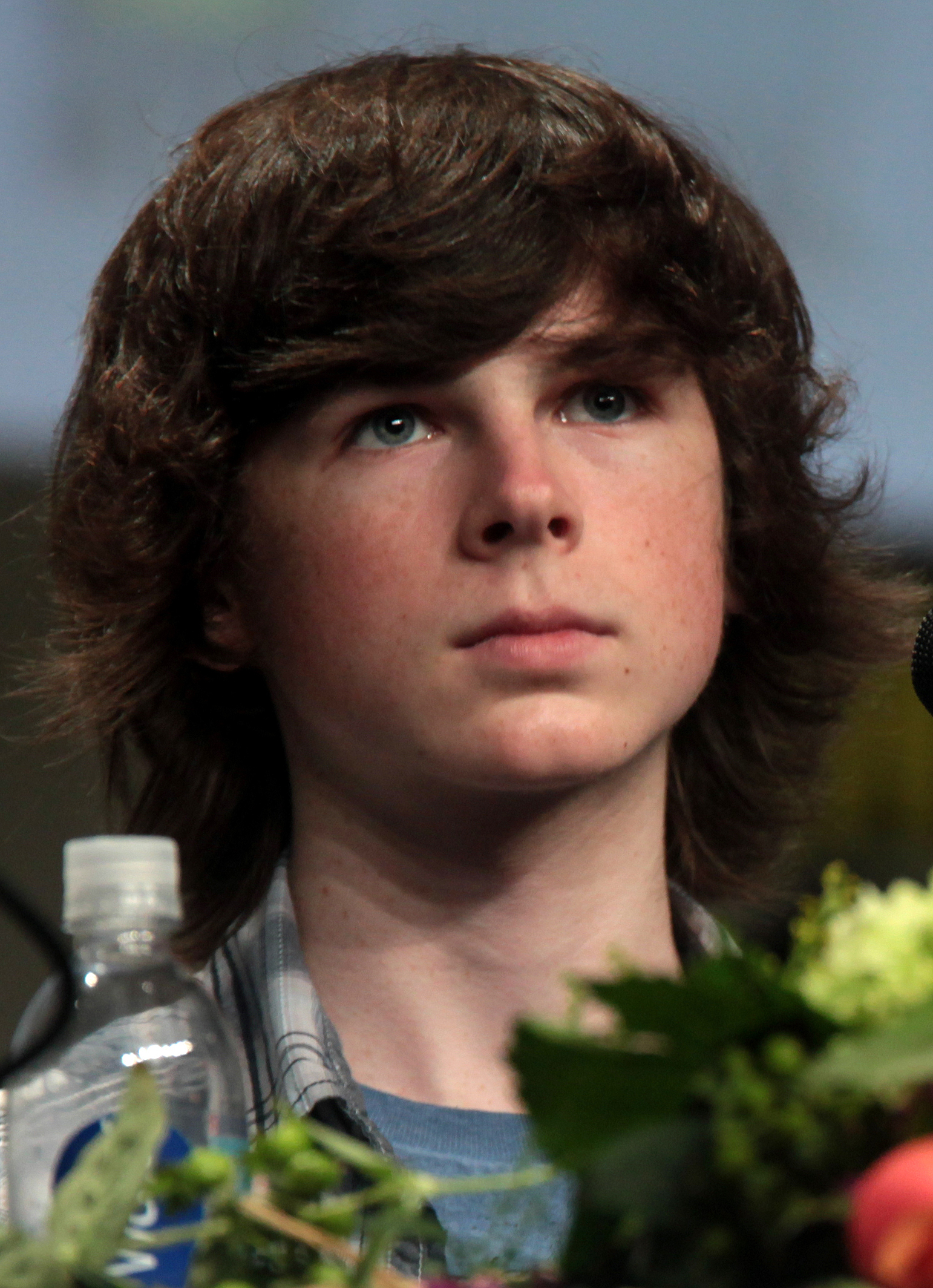
Riggs en la Comic-Con de San Diego 2014.

Riggs interpretó a un Munchkin en su debut en el teatro musical, en la producción El mago de Oz de la compañía Fox Theater en Atlanta. En 2009, cuando tenía nueve años de edad, actuó en la película Get Low, interpretando a Tom.
A los 10 años, obtuvo su papel más importante hasta la fecha: Carl Grimes en la serie televisiva The Walking Dead, transmitida por la cadena AMC. En la serie, Grimes, su familia y sus amigos luchan por sobrevivir en un mundo apocalíptico repleto de zombis. La serie ha sido un éxito de audiencia y ha roto varios récords de número de espectadores. Riggs había trabajado anteriormente con la productora ejecutiva del programa Gale Anne Hurd, en The Wronged Man.
En 2018 se produce su salida de la serie en su octava temporada. Aunque en 2022 Riggs sorprendió al elenco y al equipo al presentarse el último día de filmación de la temporada 11 por lo que Greg Nicotero y Denise Huth le ofrecieron interpretar un papel secundario en la escena de Hilltop, donde era un granjero que trabajaba mientras Daryl, Carol y los demás visitaban a Maggie.
En 2012 y 2013, fue nominado para el Young Artist Award en la categoría mejor actor protagonista joven por su papel en la serie, y en 2015 ganó el premio Saturn, por el mismo rol.
Riggs apareció en la película de suspenso sobrenatural Mercy de Blumhouse Productions en 2014 y en la película de terror Voltage Pictures, Keep Watching en 2017. En 2017, Riggs lanzó su primera canción "Hold Up" bajo su nombre artístico "Eclips" en diciembre de ese año. Ese mismo mes, fue elegido para la película de suspenso y crimen Inherit the Viper. Interpretó el papel de Cooper en la película, que se estrenó en 2019. También protagonizó la película de suspenso de ciencia ficción Alone en 2019. En enero de 2019, Riggs fue elegido como PJ para una trama de varios episodios en la serie dramática de primer año de ABC A Million Little Things. Riggs reveló que su personaje regresara a la segunda temporada.

## Filmografía
| Año  | Título                    | Rol                       | Notas                  |
| ---- | ------------------------- | ------------------------- | ---------------------- |
| 2006 | Jesús H. Zombie           | Egon                      | Cameo                  |
| 2009 | Get Low                   | Tom                       |                        |
| 2010 | The Wronged Man           | Ryan Gregory              |                        |
| 2011 | Terminus                  | Daniel                    | Cortometraje           |
| 2014 | La maldición de la abuela | George Bruckner           |                        |
| 2016 | Keep Watching             | John Mitchell             |                        |
| 2018 | Inherit the Viper         | Cooper                    | Protagonista           |
| 2018 | Only                      | Casey                     | Protagonista           |
| TBA  | The Spider                | Peter Parker / Spider-Man | Protagonista, Fan film |

| Año            | Título                               | Rol                 | Notas                                      |
| -------------- | ------------------------------------ | ------------------- | ------------------------------------------ |
| 2010–2018 2022 | The Walking Dead                     | Carl Grimes         | Temporadas 1-8; 77 episodios               |
| 2010–2018 2022 | The Walking Dead                     | Granjero de Hilltop | Episodio "Rest in Peace"; sin acreditar.++ |
| 2010           | The Making of The Walking Dead       | Carl Grimes         | Documental                                 |
| 2012–2018      | Talking Dead                         | Él mismo            | 4 episodios                                |
| 2013           | Hollywood Ramblings at TFW           | Él mismo            | Documental                                 |
| 2014           | Bloodworks                           | Él mismo            | 1 episodio                                 |
| 2016           | The Walking Dead: The Journey So Far | Carl Grimes         | Especial                                   |
| 2017           | Robot Chicken                        | Carl Grimes (voz)   | 1 episodio                                 |
| 2019-2020      | A Million Little Things              | Patrick "PJ" Nelson | 10 episodios                               |
| 2023           | The Walking Dead: Destinies          | Hombre Woodbury     | Videojuego; elenco de voz                  |

## Premios y nominaciones
| Año  | Premio             | Categoría                                                             | Trabajo          | Resultado | Ref    |
| ---- | ------------------ | --------------------------------------------------------------------- | ---------------- | --------- | ------ |
| 2012 | Young Artist Award | Mejor Actuación en una Serie de Televisión - Joven Actor Protagonista | The Walking Dead | Nominado  | [ 12 ] |
| 2012 | Satellite Awards   | Mejor Elenco - Serie de Televisión                                    | The Walking Dead | Ganador   | [ 13 ] |
| 2013 | Saturn Award       | Mejor Actuación por un Actor Joven en una Serie de Televisión         | The Walking Dead | Ganador   | [ 14 ] |
| 2013 | Young Artist Award | Mejor Actuación en una Serie de Televisión - Joven Actor Protagonista | The Walking Dead | Nominado  | [ 15 ] |
| 2014 | Young Artist Award | Mejor Actuación en una Serie de Televisión - Joven Actor Protagonista | The Walking Dead | Ganador   | [ 16 ] |
| 2015 | Saturn Award       | Mejor Actuación por un Actor Joven en una Serie de Televisión         | The Walking Dead | Nominado  | [ 17 ] |
| 2016 | Saturn Award       | Mejor Actuación por un Actor Joven en una Serie de Televisión         | The Walking Dead | Ganador   | [ 17 ] |
| 2017 | Saturn Award       | Mejor Actuación por un Actor Joven en una Serie de Televisión         | The Walking Dead | Nominado  | [ 18 ] |
| 2018 | Saturn Award       | Mejor Actuación por un Actor Joven en una Serie de Televisión         | The Walking Dead | Ganador   | [ 19 ] |